# Apteria
- Commons
- Wikispecies

Apteria é um género botânico pertencente à família Burmanniaceae.